# Women in Love (película)
Women in Love es una película del género drama de 1958, dirigida por Julian Amyes, Joan Kemp-Welch, Tania Lieven, Ronald Marriott, Peter Graham Scott y Robert Tronson, escrita por Michael Ashe, Bridget Boland, Philip Guard, Michael Meyer, Robert Rietty y Charles Terrot, los protagonistas son George Sanders, George Bishop y Sean Connery, entre otros. El filme fue realizado por Associated-Rediffusion Television, se estrenó en septiembre de 1958.

## Sinopsis
El largometraje muestra seis obras teatrales cortas que tratan sobre las mujeres y su sentimiento de amor.